# Auron (Final Fantasy)
(Frase pronunciata da Auron prima dello scontro con Yunalesca)
Auron (アーロン?, Āron) è un personaggio principale del videogioco Final Fantasy X, prodotto dalla SquareSoft (ora Square Enix).

## Biografia
Auron è un guardiano trentacinquenne di Bevelle ed ha vissuto per dieci anni nella città di Zanarkand, dove ha incontrato Tidus per la prima volta. In una sfera di Jecht (registrazioni fatte dal padre di Tidus durante il pellegrinaggio) si accenna alla vita passata di Auron, descrivendolo come un templare decaduto per non aver voluto sposare la figlia del superiore. Auron, almeno caratterialmente, è serio e razionale; tuttavia vi sono varie occasioni durante il viaggio con Yuna nelle quali libera i suoi sentimenti, ricordando i tempi passati del suo precedente pellegrinaggio con frasi come "Legendary guardian? I was just a boy". Ha una cicatrice sull'occhio destro e fuori dalle battaglie tiene il braccio sinistro appeso come se fosse rotto. Come arma usa una Katana, spada lunga quasi come il suo corpo, che porta appoggiata alla spalla. Sul fianco destro porta una fiasca di sakè, che usa per le sue Turbo (attacchi speciali) Redenzione e Huragano. Le sue frasi preferite sono: "Enough", "Farewell", "No time to waste, let's go", "That's how is done" .
Parla poco col resto del gruppo, ma è dotato di buon senso dell'umorismo. Viene chiamato "Sir Auron" da Yuna, sebbene, in teoria, lui sia solo un guardiano. Possiede varie tecniche speciali, tra cui una di nome Quasar, che può spazzare via il nemico dal campo di battaglia facendolo volare, e Huragano, che crea appunto un uragano intorno a lui e che viene poi scagliato contro il nemico, infuocandolo con un lancio del suo sakè.
Insieme a Jecht e a Braska, aveva già partecipato alla distruzione della piaga di Spira, il mostro malvagio di nome Sin, ma perse la vita ucciso da Yunalesca, in seguito al tentativo di vendicare i suoi due amici morti nella battaglia contro Sin. Dopo la sua morte, però, in quanto non-trapassato poté, viaggiando attraverso Sin, raggiungere la Zanarkand dei sogni per mantenere una promessa fatta a Jecht, il padre di Tidus, per prendersi cura del bambino. Come previsto da Auron, Sin si presentò dieci anni dopo anche nella Zanarkand dei sogni e rase al suolo la città durante una partita di Blitzball nella quale stava giocando anche Tidus. La forza di Sin genera quindi un tunnel spazio-temporale che trascina Auron e Tidus mille anni avanti nel tempo (teoria iniziale di Tidus, che poi verrà a sapere che in realtà è stato semplicemente portato fuori dalla Zanarkand dei sogni dagli intercessori). Auron aiuterà Tidus e Yuna, la figlia del suo vecchio compagno Braska, ad annientare nuovamente Sin, questa volta definitivamente, e poi scomparirà al compimento della sua missione, facendosi trapassare da Yuna.

## Abilità
Auron è uno dei più potenti guerrieri nel gruppo nel combattimento corpo a corpo, ma non è particolarmente agile. Anche se non dispone di alcuna magia e ha un ammontare di MP relativamente basso, Auron possiede molte abilità volte a indebolire l'avversario e a proteggere gli alleati. La sua turbotecnica si chiama Arcano (Bushido nella versione originale e in Kingdom Hearts), e si divide in quattro diverse tecniche, tutte di potenza variabile in relazione alla velocità con cui il giocatore preme tutti i tasti che appaiono sullo schermo durante l'animazione. La katana più potente da lui utilizzata è la potentissima Masamune.

## Popolarità
Auron è stato classificato tra i 30 personaggi che hanno segnato il decennio videoludico dal 2001 al 2011 secondo Gameinformer per le sue gesta memorabili e decisive nel gioco, sia come guardiano di Braska, che della figlia del medesimo invocatore, Yuna. Vi è entrato a far parte anche per il suo carattere: saggio, solitario, ma allo stesso tempo forte, deciso e coraggioso. È stato definito il miglior personaggio del mondo di Final Fantasy nei dieci anni a partire dal 2001 al 2011 ed è arrivato trentatreesimo nella classifica dei personaggi di videogiochi più popolari di sempre.

## Altre apparizioni
Compare anche in Kingdom Hearts II. In questa storia veste i panni di un'anima dannata condannata all'inferno, probabilmente in relazione al fatto di essere scampato alla morte vivendo due volte; Ade lo richiama dalle segrete dell'oltretomba per fargli combattere Hercules, ma Auron come prevedibile si ribella e aiuta Sora a sconfiggere Cerbero, scagliato da Ade contro di loro. Memorabile e decisamente ironico è lo scambio di battute tra Auron e un infuriato Ade, che per la prima volta incontra un'anima determinata a tenergli testa.
Nella seconda visita al mondo di Hercules, invece, Auron è controllato da Ade, che tiene in pugno la sua volontà per mezzo di una statuetta. Mentre Hercules combatte contro di lui nell'Infernodromo per tenerlo impegnato, Sora riesce a ritrovare la statuetta, scoprendo così tutta la tristezza presente nel cuore dell'eroe, e la riconsegna al proprietario un attimo prima che questi infligga a Hercules il colpo di grazia. Tornato in sé, Auron si schiera nuovamente con Sora e compagni per sconfiggere definitivamente Ade.